# کامکاداماخی
کامکاداماخی (به لاتین: Kamkadamakhi) یک منطقهٔ مسکونی در روسیه است که در شهرستان آگولسکی واقع شده‌است.